# Уральські гори

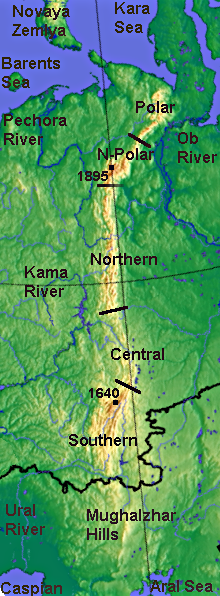

Уральські гори, або Урал (рос. Уральские горы, каз. Орал таулары) — гори в Росії, протяжністю понад 2000 км; висотою до 1895 м (Народна). У часи середньовічної Київської Русі Уральські гори називали просто Камінь.

## Загальний опис
Урал — гірська територія, розташована між Східно-Європейською і Західносибірською рівнинами. Територія Уралу — велика ланка Урало-Монгольського геосинклінального поясу. Довжина понад 2000 км від Карського моря на півночі до річки Урал на півдні, ширина від 40 до 250 км. По Уралу проходить кордон між Європою і Азією. Урал заведено ділити на Полярний, Приполярний, Північний, Середній, Південний.
На західних схилах гір Уралу розвинутий карст (численні печери); є вододілом між басейнами річок Об, Печора, Волга і Урал. Основна частина Уралу зайнята природною зоною тайги, на півночі — тундра, на півдні — лісостеп. На території є заповідники природи. З корисних копалин наявні залізні, мідні, хромові, нікелеві руди, азбест, декоративне і дорогоцінне каміння. Великі промислові центри: Єкатеринбург, Челябінськ, Магнітогорськ.
Гори виникли в пізньому протерозої. За латинською назвою Уральських гір раніше виділявся геологічний період рифей, який за сучасною класифікацією розділений на ряд періодів, що передували едіакарію.

## Назва
Урал перші слов'янські поселенці називали «Камінь», іноді — «Кам'яний пояс». Вважають, що назву «Урал» (від мансійського «ур» — гора) ввів у XVIII ст. управитель казенних заводів Василь Татищев. Від старої назви Камінь походить ряд назв населених пунктів, напр. Усть-Каменогорськ.
Сьогодні Урал — поширена в літературі назва Уральських гір, а також географічно-економічного краю, що охоплює південну частину Уральських гір і прилеглі до них (із заходу, сходу і півдня) передгір'я (зазвичай хвилясті рівнини).

## Територіальний поділ
Географічно Уральські гори поділяють на п'ять частин:
- Південний Урал
- Середній Урал
- Північний Урал
- Приполярний Урал
- Полярний Урал

На півночі продовженням Уральського хребта можна вважати гірську систему Пай-Хой, на півдні — Мугоджари.

## Геологія Уралу
Формування гірської системи Уралу почалося в пізньому девоні (близько 350 млн років тому) і закінчилося в тріасі (близько 200 млн років тому). Урал належить до найстаріших у світі гірських хребтів. Як для такого значного віку висота гір надзвичайно велика. Уральські гори утворилися внаслідок зіткнення східного краю суперконтиненту Лавразія з молодим і реологічно слабким континентом Казахстанія. Урал є складовою частиною Урало-Монгольського геосинклінального поясу. У межах Уралу на поверхню виходять деформовані й часто метаморфізовані гірські породи переважно палеозойського віку. Товщі осадових і вулканічних порід зазвичай сильно зім'яті, порушені розривами, але загалом утворюють меридіональні смуги, що зумовлюють лінійність і зональність структур Уралу.

## Корисні копалини
Урал відзначається великою різноманітністю природно-сировинних, особливо мінерально-сировинних, ресурсів. В Уральських горах виявлено понад 1000 мінералів, 12 000 родовищ корисних копалин, 55 видів самоцвітів. Урал — металургійно-вугільна база Росії, важливий район видобування рудних (залізні, мідні, платинові, хромові, нікелеві, рідкіснометалічні руди, золота) і нерудних копалин (калійні солі, азбест, боксити, дорогоцінне каміння та ін.), вугілля (кам'яне й буре), нафти.
Для східних районів Уралу найбільш характерні родовища мідноколчеданових руд (Айське, Сібайське, Дегтярське родовища, Кіровградська і Красноуральска групи родовищ), скарново-магнетитових (Гороблагодатське, Високогірське, Магнітогорське родовища), титаномагнетитових (Качканарське, Первоуральське), окисних нікелевих (група Орсько-Халіловських родовищ), хромітових руд (родовища Кемпірсайського масиву), приурочених в основному до зеленокам'яного поясу Уралу, поклади вугілля (Челябінський вугільний басейн), розсипи й корінні родовища золота (Кочкарське, Березівське) і платини (Ісовське). Тут розташовані найбільші родовища бокситів (Північно-Уральський бокситоносний район) і азбесту (Баженовське). На західному схилі Уралу і в Приураллі є родовища кам'яного вугілля (Печорський вугільний басейн, Кізелівський вугільний басейн), нафти й газу (Волго-Уральська нафтогазоносна провінція, Оренбурзьке газоконденсатне родовище), калійних солей (Верхньокамський басейн). Урал славиться своїми «самоцвітами» — дорогоцінним та напівкоштовним камінням (смарагд, аметист, аквамарин, яшма, родоніт, малахіт і ін.).

## Українці на Уралі
Українські поселенці живуть на Південному Уралі, до складу якого входять Оренбурзька і Челябінська області та Башкортостан. Південно-східна частина — Уральська область — входить до складу Казахстану (Сер.-Азійський Степовий Край). Площа Південного Уралу — 355 500 км², населення (на 1980 р.) 9,5 млн, з них 64 % — у містах.
Південний Урал, на якому селилися українці, являє собою переважно лісостеп і степ з чорноземними ґрунтами; клімат континентальний (температура січня — −14…−18 °C; липня — +17…+21 °C; атмосферних опадів 300—700 мм).
Українські поселенці почали прибувати на Урал тоді ж, як і на Поволжя — з XVIII ст., і працювали винятково як хлібороби. За переписом 1897 року, їх було 49 000 осіб. З кінця XIX ст. еміграція на Урал (як і за Урал) збільшилася і, за переписом 1926 року, кількість українців там зросла до 236 000 осіб. Найсуцільніше вони селилися на північному сході теперішньої Челябінської області; у багатьох селах вони переважали, були й суто українські села з назвами: Полтава, Дворянське, Харківський хутір тощо.
У 1930-х pp., а ще більше після Другої світової війни відбулися великі зміни в стані українського поселення. Не маючи нового припливу і позбавлені всіляких національних прав, вони, як і в усій РРФСР, зазнавали денаціоналізації, зокрема мовної. Водночас у зв'язку зі зростанням індустріалізації Уралу вони переселялися до промислових міст. Виникли великі українські скупчення у містах: Челябінську (1957 — 29 700), Магнітогорську (23 100), Оренбурзі та ін.
Кількість українців, за переписом 1970 року: у Башкортостані — 76 000, в областях: Оренбурзькій — 113 000, Челябінській — 115 000, разом 304 000. У цих областях більшість становлять росіяни (42,6 %); інші національності: башкири, мордва, білоруси. 51 % українців жив у містах. Про значний процес денаціоналізації свідчить у світлі урядової статистики те, що на 304 000 українців тільки 64,2 % подало українську мову як рідну, а 18,7 % нею ще вільно володіли. Довше, ніж українська національність і мова, зберігаються деякі елементи фольклору (зокрема пісні), одяг тощо. На денаціоналізацію чимало впливають мішані подружжя.

## Галерея
|                                                        |                                   |                      |                                          |
| Гірські утворення поблизу Саранпауля, Приполярний Урал | Каміння в річці, Приполярний Урал | Гора Великий Іремель | Вхід до печери Ігнатьєва, Південний Урал |